# Besa (cantante)
Besa Kokëdhima (Fier, 29 de mayo de 1986), también conocida como Besa, es una cantante albanesa. En 2013, ganó la 15.ª edición del Kenga magjike. Representó a Albania en el Festival de la Canción de Eurovisión 2024 con la canción «Titan».

## Vida y carrera
Kokëdhima nació el 29 de mayo de 1986 en una familia albanesa en la ciudad de Fier, entonces parte de la República Popular Socialista, actual Albania. A los 15 años emigró al Reino Unido para realizar estudios superiores. En 2003, Besa lanzó su canción debut «Më Beso», que fue escrita por el productor Florian Mumajesi y contó con la participación del entonces recién formado grupo albanés Produkt 28. La canción recibió el premio «Mikorofoni I Artë» en 2003. Besa lanzó su álbum debut, titulado Besa, en 2006. El álbum fue escrito en colaboración con conocidas personalidades de la industria musical albanesa, como Dorian Gjoni, Flori Mumajesi, Genti Lako, Andy DJ y Stine.
Besa ha participado en varios concursos de música, incluido «Notafest», donde recibió el primer premio por el sencillo de R&B «Lëshoje Hapin». En 2009, Besa participó en la Selecţia Naţională de Rumania para el Festival de la Canción de Eurovisión, con la canción en inglés «Nothin' Gonna Change», y alcanzó las semifinales. En 2010, Besa compitió en el Top Fest y ganó el premio a la Mejor Cantante Femenina con su sencillo «Kalorësi i Natës». Desde 2010, Besa ha lanzado varios sencillos, incluido el sencillo «Fishekzjarre», en 2012, el sencillo «Burning» en 2013 y «Zemrën Dot Nuk ta Lexoj» en 2014. Estos sencillos tuvieron éxito comercial y fueron bien recibidos.
Besa ha publicado dos álbumes titulados Besa për Festat y Ti Je Festa Ime. Los temas estuvieron acompañados de videos musicales con la participación de Besa y la Orquesta Nacional. El álbum también incluyó una versión navideña de la canción «Tatuazh ne Zemer». El álbum Ti Je Festa Ime recibió críticas positivas y un artículo calificó el álbum como «uno de los proyectos mejor recibidos del año». También ganó el Kenga magjike en 2013. Besa fue jueza en el programa de televisión albanés The Voice of Albania desde 2017, y más adelante en el programa fue votada como la jueza favorita de Albania por las encuestas de Top Channel. Besa debutó en Francia con su balada en francés «En Equilibre» en junio de 2022. El sencillo debut obtuvo comentarios positivos. «En Equilibre» es el primero de su próximo álbum debut en la industria musical francesa. En 2023, fue seleccionada para competir en el Festivali i Këngës 62 con la canción «Zemrën n'dorë», donde ganó la votación del público y fue seleccionada para representar a Albania en el Festival de la Canción de Eurovisión 2024 con una versión en inglés de la canción llamada «Titan».

## Discografía

### Álbumes de estudio
- Besa (2006)
- Evolution (2011)
- Besa për festat (2013)
- Ti je festa ime (2014)

### Sencillos

#### Como artista principal
| Title                                                                                  | Año  | Posición más alta | Álbum               |
| Title                                                                                  | Año  | ALB               | Álbum               |
| -------------------------------------------------------------------------------------- | ---- | ----------------- | ------------------- |
| «Më beso» (con Produkt 28)                                                             | 2003 | —                 | Besa                |
| «Zonja dhe Zotërinj»                                                                   | 2005 | —                 | Besa                |
| «Lëshoje hapin»                                                                        | 2006 | —                 | Besa                |
| «Tani të dua»                                                                          | 2006 | —                 | Sencillos sin álbum |
| «Unik»                                                                                 | 2007 | —                 | Sencillos sin álbum |
| «Pa yllin tënd»                                                                        | 2007 | —                 | Sencillos sin álbum |
| «Engjëjt vrasin njëlloj»                                                               | 2008 | —                 | Sencillos sin álbum |
| «Ajër»                                                                                 | 2008 | —                 | Sencillos sin álbum |
| «Nothin' Gonna Change;                                                                 | 2009 | —                 | Sencillos sin álbum |
| «Kalorës i natës»                                                                      | 2010 | —                 | Sencillos sin álbum |
| «Nuk jam ajo» (con Jehona Sopi)                                                        | 2010 | —                 | Sencillos sin álbum |
| «E bukura dhe bisha»                                                                   | 2010 | —                 | Sencillos sin álbum |
| «Botën do ndryshoja»                                                                   | 2011 | —                 | Sencillos sin álbum |
| «Always On My Mind»                                                                    | 2012 | —                 | Sencillos sin álbum |
| «Fishekzjarre»                                                                         | 2012 | —                 | Sencillos sin álbum |
| «Folie»                                                                                | 2013 | —                 | Sencillos sin álbum |
| «Tatuazh në zemër»                                                                     | 2013 | —                 | Sencillos sin álbum |
| «Zemrën dot nuk ta lexoj» (con 2po2)                                                   | 2014 | —                 | Sencillos sin álbum |
| «Mbretëreshë»                                                                          | 2014 | —                 | Sencillos sin álbum |
| «Zejemër» (con Majk)                                                                   | 2014 | —                 | Sencillos sin álbum |
| «Arabia (Faj)» (con Gmd Babydave)                                                      | 2014 | —                 | Sencillos sin álbum |
| «Amelia» (con Mattyas)                                                                 | 2015 | —                 | Sencillos sin álbum |
| «14»                                                                                   | 2015 | —                 | Sencillos sin álbum |
| «All In»                                                                               | 2015 | —                 | Sencillos sin álbum |
| «Kameleon» (con Ansi)                                                                  | 2016 | —                 | Sencillos sin álbum |
| «123» (con Flori Mumajesi)                                                             | 2016 | 8                 | Sencillos sin álbum |
| «Hangover»                                                                             | 2016 | —                 | Sencillos sin álbum |
| «Kokëfortë»                                                                            | 2017 | —                 | Sencillos sin álbum |
| «Mos m'le me ra» (con Elinel)                                                          | 2017 | —                 | Sencillos sin álbum |
| «Amor»                                                                                 | 2018 | —                 | Sencillos sin álbum |
| «La La La»                                                                             | 2019 | —                 | Sencillos sin álbum |
| «Histori»                                                                              | 2019 | —                 | Sencillos sin álbum |
| «C'est la vie» (con BledBeats)                                                         | 2020 | 1                 | Sencillos sin álbum |
| «Don» (featuring Illeoon)                                                              | 2020 | —                 | Sencillos sin álbum |
| «Margjelo» (con Garrido)                                                               | 2021 | —                 | Sencillos sin álbum |
| «En equilibre»                                                                         | 2022 | —                 | Sencillos sin álbum |
| «Si kalama» (con Lyrical Son)                                                          | 2022 | —                 | Sencillos sin álbum |
| «Zemrën n'dorë» / «Titan»                                                              | 2023 | —                 | Sencillos sin álbum |
| «—» denota una grabación que no llegó a las listas o no fue lanzada en ese territorio. |      |                   |                     |